# Althawra Sports City Stadion
Het Althawra Sports City Stadion (Ali Mohsenstadion) is een multifunctioneel stadion in Sanaa, de hoofdstad van Jemen. In het stadion is plaats voor 30.000 toeschouwers. In 1986 werd het geopend. Het stadion wordt vooral gebruikt voor voetbalwedstrijden; het nationale voetbalelftal maakt er gebruik van.
Door bombardementen tijdens de Arabische interventie gedurende de Jemenitische Burgeroorlog is het stadion in 2016 (deels) verwoest.